# La Lâm Gia
La Lâm Gia (1919 – ngày 18 tháng 1 năm 2014) là một cựu chính khách Việt Nam. Ông từng là Ủy viên Ban Chấp hành Trung ương Đảng Cộng sản Việt Nam, Bộ trưởng Bộ Lương thực.

## Thân thế sự nghiệp
Ông còn có tên gọi khác là La Văn Bảy, tục gọi là Bảy Máy, sinh năm 1919 tại xã Hòa Bình, huyện Vĩnh Lợi, tỉnh Bạc Liêu.
Khi Cách mạng Tháng Tám nổ ra, ông tham gia và hoạt động tích cực trong phong trào Việt Minh tại quê nhà, ngay cả khi quân Pháp tái chiếm Nam Bộ. Tháng 9 năm 1947 ông được kết nạp vào Đảng Cộng sản Đông Dương (lúc đấy vẫn hoạt động không công khai). Cho đến năm 1954, ông từng giữ các chức vụ: Ủy viên Thường vụ Nông hội xã Hòa Bình, Trưởng ban cán sự Nông vận huyện Vĩnh Lợi, Ủy viên Ban điền địa tỉnh Bạc Liêu rồi Tỉnh ủy viên Tỉnh ủy Bạc Liêu.
Sau Hiệp định Genève 1954, ông không tập kết ra Bắc mà vẫn tiếp tục hoạt động bí mật tại địa phương. Tháng 7 năm 1956, ông được tổ chức điều động sang chỉ đạo xây dựng cơ sở ở tỉnh Tam Cần, phụ trách Phân Ban Cầu Kè – Tiểu Cần để nắm lại phong trào, củng cố tổ chức, mở rộng địa bàn hoạt động. Cuối năm 1957, ông được phân công giữ nhiệm vụ Trưởng phân ban Cầu Kè – Tiểu Cần – Càng Long. Năm 1958, ông được đề bạt giữ chức Phó Bí thư Tỉnh ủy Trà Vinh, chỉ đạo trực tiếp phân ban này. Với nỗ lực của ông, tổ chức và cơ sở Cộng sản tại địa phương được xây dựng và củng cố, kể cả trong giai đoạn cao điểm Tố Cộng diệt Cộng của chính quyền Ngô Đình Diệm, hình thành một lực lượng đáng kể trong phong trào Đồng Khởi năm 1960.
Đầu năm 1961, Khu ủy Khu 9 được thành lập. Ông là một trong những cán bộ chủ chốt đầu tiên của Khu ủy. Đầu năm 1962, ông được Thường vụ Khu ủy Khu 9 cử giữ chức Bí thư Tỉnh ủy Trà Vinh.
Năm 1963, ông được Khu ủy điều làm Trưởng Phân ban Vĩnh Long - Trà Vinh. Năm 1968, ông được bầu làm Ủy viên Thường vụ Khu ủy Khu 9 rồi Chủ tịch Ủy ban nhân dân cách mạng lâm thời Khu 9. Sang năm 1973, ông được Khu ủy điều về làm Bí thư Tỉnh ủy Rạch Giá. Năm 1974, ông lại được rút về Khu ủy, làm nhiệm vụ Thường trực Khu ủy kiêm Chủ tịch Ủy ban nhân dân cách mạng Khu 9.
Năm 1975, sau khi những người Cộng sản kiểm soát hoàn toàn miền Nam Việt Nam, ông được phân công làm Chủ tịch Ủy ban quân quản tỉnh Cần Thơ. Tháng 7 năm 1976, khi Việt Nam thống nhất, ông được cử giữ chức Thứ trưởng Bộ Lương thực – Thực phẩm, và được bầu làm Ủy viên dự khuyết Ban chấp hành Trung ương Đảng khóa IV. Từ ngày 22 tháng 1 năm 1981 – ngày 24 tháng 1 năm 1984 ông là Bộ trưởng Bộ Lương thực (được thay thế bởi Nguyễn Văn Chính), Ủy viên Ban chấp hành Trung ương Đảng khóa V. Tháng 4 năm 1984, ông là phái viên đặc biệt của Chủ tịch Hội đồng Bộ trưởng chỉ đạo công tác lương thực các tỉnh phía Nam (từ Đà Nẵng đến Cà Mau).
Tháng 6 năm 1991, ông nghỉ hưu khi đã ngoài 70 tuổi, về sống cùng gia đình tại quận quận Bình Thạnh, Thành phố Hồ Chí Minh. Tuy nhiên ông vẫn được mời làm cố vấn cho Tổng Công ty Lương thực Trung ương.
Ông từ trần lúc 14 giờ 15 phút ngày 18 tháng 1 năm 2014 tại phường 7, quận 3, thành phố Hồ Chí Minh. Mộ phần ông an táng tại Nghĩa trang, quận Thủ Đức, thành phố Hồ Chí Minh.

## Giải thưởng và danh hiệu
- Huân chương Hồ Chí Minh
- Huân chương Kháng chiến chống Pháp hạng Nhất
- Huân chương Lao động hạng Nhất
- Huân chương Kháng chiến chống Mỹ hạng Nhất
- Huy hiệu 65 năm tuổi Đảng.